# 한국농식품정보과학회
한국농식품정보과학회는 농식품업 관련 정보과학에 관한 연구를 촉진하며 그 지식을 널리 보급시켜 한국 농업과 농촌의 발전에 기여하고 회원 상호간의 친목을 도모함을 목적으로 2008년 12월 18일 설립된 대한민국 농림수산식품부 소관의 사단법인이다. 사무실은 서울특별시 관악구 관악로 1, 75-1동 105호 (신림동, 서울대학교)에 있다.

## 주요 사업
- 농림수산식품과 농어촌 정보화에 관한 지식보급 및 정보교환
- 회지, 학술간행물, 도서의 발간
- 학술대회 등의 개최 및 교육
- 국내외 관련 연구기관 및 학회와의 교류 및 제휴
- 연구 및 회원의 연구지원
- 회원 상호간의 친목도모
- 기타 필요하다고 인정되는 사업